# Conjectura de Yau
Em geometria diferencial, a conjectura de Yau, de 1982, é uma conjectura matemática que afirma que uma variedade tri-dimensional riemanniana fechada tem um número infinito de superfícies mínimas suaves imersas fechadas. Seu nome é uma homenagem a Shing-Tung Yau, sendo o primeiro problema na seção Minimal submanifolds da lista de Yau de problemas em aberto. 
A conjectura foi recentemente reivindicada por Kei Irie, Fernando Codá Marques e André Neves no caso genérico, e por Antoine Song em total generalidade.